# John Smith (zendeling)
John Smith (Northamptonshire, 27 juni 1790 – New Amsterdam (Demerara, 6 februari 1824) was een Britse zendeling in de Britse kolonie Demerary in het huidige Guyana. Smith werd in 1823 ter dood veroordeeld op te – onterechte – beschuldiging dat hij betrokken was bij een slavenopstand. Smith kreeg gratie, maar overleed nog voordat nieuws de kolonie bereikte. Als gevolg daarvan groeide Smith uit tot een martelaar van de antislavernijbeweging in het Verenigd Koninkrijk.

## Levensloop
Smiths vader overleed in dienst van het Britse leger in de strijd tegen Napoleon Bonaparte in Egypte. Smith werd verder opgevoerd door zijn rouwende moeder. Op zijn veertiende ging hij in de leer bij een bakker in Londen. Hij werd geïnspireerd door een preek die hij hoorde in de Silver Street-kappel waarin werd opgeroepen tot maatschappelijke dienstverlening, waarop Smith zich aanmeldde bij het London Missionary Society.
Vervolgens volgde hij de opleiding van het Zendingsgenootschap aan de zuidkust van Engeland. In 1816 werd Smith samen met zijn vrouw Jane Golden uitgezonden naar de Britse kolonie Demerara, tegenwoordig onderdeel van Guyana. Hij verving daar de zendeling John Wray, die de kolonie was uitgezet omdat hij zich in zijn preken de slechte leefomstandigheden van de slaven in de kolonie bekritiseerde.
Smith woonde op Le Resouvenir-plantage en preekte in de Bethel-kapel. Zijn publiek bestond voornamelijk uit slaven. Smith was een tegenstander van de slavernij, maar was terughoudend om zich daar openlijk tegen uit te spreken. Zo vermeed hij in zijn preken bijvoorbeeld het verhaal van de uittocht van het volk Israël uit Egypte, omdat dat de slaven kon inspireren stappen te zetten naar vrijheid. Smith schreef veel van zijn gedachten op in zijn dagboeken, waarin hij zich, hoewel tegenstander van de slavernij, ook racistisch uitliet. Zo vergeleek hij een groep slaven met orang-oetans.
Op de morgen van 18 augustus 1823 brak er een grote slavenopstand uit, waarbij tussen de tien- en twaalfduizend slaven waren betrokken. Een aantal van de leiders behoorden tot Smiths' kerk. De opstandelingen veroverden een groot aantal plantages aan de oostkust van de kolonie. Smith weigerde zich bij de Britse militie te voegen die de opstand moest neerslaan. Hij beriep zich op zijn positie van predikant. Daarop werd Smith gearresteerd en zijn papieren, waaronder zijn dagboek, werd in beslag genomen.
De opstand werd relatief snel neergeslagen. Smith verscheen een maand later voor de krijgsraad, die werd voorgezeten door de veilingmeester van de slavenmarkt. Smith werd er onder andere van beschuldigd dat hij de slaven tot de opstand had aangezet en bewust niet de autoriteiten van de plannen op de hoogte had gesteld. Tijdens het proces werd er onder andere geput uit Smiths' dagboeken om aan te tonen hoe Smith stond tegenover de slavernij. Op 24 november 1823 werd hij veroordeeld tot de dood door ophanging.
Smith mocht nog een verzoek tot gratie bij koning George IV indienen. Hij wachtte daarop, maar de omstandigheden in zijn gevangeniscel waren zeer slecht. De koning verleende Smith inderdaad gratie, maar Smith overleed voordat dit nieuws de kolonie bereikte. Zijn dood en de vele misstanden tijdens het proces zorgden voor een schokgolf in het Verenigd Koninkrijk. Zijn dagboek werd voor de antislavernijbeweging een dankbare bron om de slechte leefomstandigheden van de slaven onder de aandacht te brengen. De antislavernijbeweging kreeg de wind in de zeilen en zodoende leidde Smiths dood er mede toe dat de slavernij tien jaar later werd afgeschaft.